# 대명에너지
대명에너지 주식회사는 대한민국의 풍력과 태양광을 기반으로 한 신재생에너지 그린 솔루션 기업이다.
또한, 풍력발전 수주 계약 공사도급을 통해 매출을 올린다.